# اسکات فرانزن
اسکات فرانزن (انگلیسی: Scott Frandsen؛ زادهٔ ۲۱ ژوئیهٔ ۱۹۸۰) قایقران روئینگ اهل کانادا است.